# Huguette Chausson
Huguette Chausson (* 2. November 1905 in Lausanne; † 7. Dezember 1986 in Cully; heimatberechtigt in Noville und Rennaz) war eine Schweizer Journalistin, Redaktorin und Schriftstellerin.

## Leben
Huguette Chausson wurde als Tochter des Rechtsanwalts Jules Chausson und der Louisa Bournier geboren. Chausson war als Privatlehrerin tätig, als Paul Budry und Otto Treyvaud sie für den Journalismus gewinnen konnten. Über 20 Jahre lang arbeitete sie für die Feuille d’avis de Lausanne. Als ihre männlichen Kollegen von 1939 bis 1945 aufgrund der Mobilmachung abwesend waren, erhielt sie grössere redaktionelle Verantwortung.
Chausson schrieb historische Darstellungen für eine breite Leserschaft, zum Beispiel mit ihrem Werk zu Pierre Viret aus dem Jahr 1961. Ausserdem verfasste sie Kinderbücher, deren Handlung im savoyischen Waadtland spielt, wie En suivant le comte Vert (1945), Le troubadour du comte Pierre (1946) und Lausenette, la boulangère de Notre-Dame (1948).
Sie war, von 1960 bis 1965 als Sekretärin, in der Société vaudoise d’histoire et d’archéologie aktiv und verfasste Aufsätze für die Revue historique vaudoise.